# 奄美 (海防艦)
奄美（あまみ）は、日本海軍の海防艦。鵜来型海防艦の3番艦。1945年4月に竣工し、太平洋戦争を生き延びて復員輸送に従事した後、1947年に賠償艦としてイギリスに引き渡されたが、売却解体された。艦名は、鹿児島県の奄美大島にちなむ。

## 建造までの経緯
マル急計画の海防艦甲型、第310号艦型の27番艦、仮称艦名第336号艦として計画。1942年2月14日、海防艦乙型（基本計画番号E20）の基本計画の決定により第322号艦型に計画変更。1943年7月5日、海防艦改乙型（基本計画番号E20b）の設計が完了したため、第310号艦型と第320号艦型の未起工艦のうち本艦を含む8隻は、基本計画番号E20bに従って建造されることになった。また、未起工艦8隻のうち日立造船に建造が割り当てられた3隻は、用兵側から要望のあった掃海具を装備し日振型として建造されることになる。

## 艦歴
1944年（昭和19年）2月14日、日本鋼管株式会社鶴見造船所で起工。4月5日、奄美と命名され、占守型に分類されて同級の21番艦に定められ、本籍を舞鶴鎮守府と仮定。6月5日、艦艇類別等級の改正で海防艦の項中に鵜来型が新設され、同級の3番艦に定められる。11月13日、進水。
1945年（昭和20年）3月になると日本本土空襲も激しくなり、鶴見造船所も攻撃される。艤装工事中にF6Fヘルキャット戦闘機に襲撃され、25mm機銃で応戦したこともあった。
4月8日、奄美は竣工。本籍：舞鶴鎮守府、役務：舞鶴鎮守府警備海防艦にそれぞれ定められる。同日付で呉防備戦隊に編入された後、函館経由で日本海へ移動し、訓練に従事した。5月14日、舞鶴鎮守府部隊に編入。舞鶴港で整備をおこなう。27日、第一護衛艦隊第三十一海防隊に編入。以後、北海道方面で護衛に従事。7月7日、奄美と機雷敷設艦（装甲巡洋艦）常磐は大湊を出撃する。奄美は常磐の宗谷海峡機雷敷設任務を護衛した。7月23日、奄美は大湊に帰投した。
8月6日、ヤコフ・マリクソ連大使および家族は秋田県の土崎港でソ連汽船エリーコマ号に乗船し、日本本渡を離れる。奄美はソ連汽船の土崎港入港および出港を誘導および護衛した。
8月14日、触雷して航行不能となっていた姉妹艦伊唐を富山の日本海ドックまで曳航するよう命じられる。同作業準備中の8月15日、七尾湾（石川県能登半島）で終戦を迎えた。舞鶴に移動後、乗組員の大部分は復員した。8月25日、舞鶴鎮守府第一予備海防艦に定められる。10月2日、舞鶴を出港。10月5日、帝国海防艦籍から除かれる。12日、帝国艦船特別輸送艦と呼称される。トラック泊地やマーシャル諸島からの復員輸送に従事した。12月1日、舞鶴地方復員局所管の特別輸送艦に定められる。
1946年（昭和21年）7月26日、特別保管艦に指定される。
1947年（昭和20年）9月10日、特別輸送艦の定めを解かれる。同日、賠償艦としてイギリスに引き渡されたが売却され、9月12日から12月20日にかけて三菱重工業広島造船所で船体以外を解体された。船体は同造船所の浮桟橋として使用され、1982年以降に廃棄された。なお、奄美の残務整理は1947年10月25日に終了した。

## 艦長
艤装員長
1. 北彌三郎 少佐：1944年11月1日 - 1945年4月8日

海防艦長/艦長
1. 北彌三郎 少佐/中佐：海防艦長 1945年4月8日 - 1945年10月31日、以後11月29日まで海防艦長の発令無し。
2. 田中常治 少佐/第二復員官：1945年11月29日 - 艦長 1945年12月20日 - 1946年3月1日
3. 森永正彦 第二復員官：1946年3月1日 - 退任年月日不明[注釈 10]
4. 名越有幸 復員事務官：就任年月日不明[注釈 10] - 1946年11月14日
5. 永井博 復員事務官：1946年11月14日 - 1947年9月10日[注釈 11]